# Paul Topinard
Paul Topinard (L'Isle-Adam, 4 novembre 1830 – Parigi, 20 dicembre 1911) è stato un antropologo e medico francese.

## Biografia
Molto giovane, studia negli Stati Uniti e — ritornato in Francia — si laurea in medicina nel 1860.
Esercita la disciplina fino al 1871, che abbandonerà definitivamente nel 1872 per dedicarsi all'antropologia, essendo dapprima allievo nello studio di Paul Broca. Nel 1876 verrà nominato professore dell'Istituto antropologico appena fondato. Tra le sue opere principali: L'antropologia (1876) e Elementi di antropologia generale (1885).

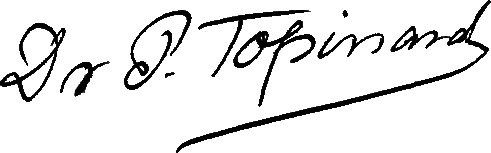
Firma autografa di Paul Topinard

Fondamentale la sua classificazione delle stature umane, "adottata a livello mondiale" e così disposta considerando uno scarto medio di 12 cm fra le stature maschili e quelle femminili, con un rapporto determinato dallo studioso di {\textstyle {\frac {1,00}{0,927}}}:
| Stature nanoidi (Pygmy)                | < 50 centimetri (1 ft 7,69 in)                  |
| Stature basse (Short)                  | 150–160 centimetri (4 ft 11,06 in–5 ft 2,99 in) |
| Stature sotto la media (Under Average) | 160–165 centimetri (5 ft 2,99 in–5 ft 4,96 in)  |
| Stature sopra la media (Above Average) | 165–170 centimetri (5 ft 4,96 in–5 ft 6,93 in)  |
| Stature alte (High)                    | ≥ 170 centimetri (5 ft 6,93 in)                 |

| Stature nanoidi (Pygmy)                | < 38 centimetri (1 ft 2,96 in)                  |
| Stature basse (Short)                  | 138–148 centimetri (4 ft 6,33 in–4 ft 10,27 in) |
| Stature sotto la media (Under Average) | 148–153 centimetri (4 ft 10,27 in–5 ft 0,24 in) |
| Stature sopra la media (Above Average) | 153–158 centimetri (5 ft 0,24 in–5 ft 2,20 in)  |
| Stature alte (High)                    | ≥ 158 centimetri (5 ft 2,20 in)                 |